# Éloi Machoro
Éloi Machoro (Nakéty, Canala, gener de 1949 - La Bachèlerie, La Foa, 12 de gener de 1985) va ser un polític independentista de Nova Caledònia d'ètnia canac.

## Trajectòria
Machoro va néixer a la localitat de Nakéty, integrada al municipi de Canala, el gener de 1949. Va exercir diversos llocs de treball, inclosos el de dependent, granger, miner i professor en una escola primària.
Després de ser escollit secretari general adjunt de la Unió Caledoniana el 1977, va disputar la circumscripció de l'est a les eleccions d'aquell any i va obtenir escó a l'Assemblea Territorial. Posteriorment, va ser reelegit a les eleccions de 1979 quan el partit va concórrer pel Front Independència. Després de l'assassinat de Pierre Declercq el 19 de setembre de 1981, Machoro es va convertir en el secretari general del partit. Ell i altres militants separatistes van anar a Líbia.
El Front d'Alliberament Nacional Canac Socialista (FLNKS) es va formar el setembre de 1984 en substitució del Front Independència, boicotejant les eleccions al novembre. L'1 de desembre, Jean-Marie Tjibaou va declarar la formació d'un govern provisional de la República Socialista Canac, amb Machoro com a ministre de Seguretat. Com a resultat, es va convertir en el líder de les forces armades dels independentistes. Va desarmar els gendarmes de Thio i va obtenir el control sobre el poble sense violència. L'11 de gener de 1985 va assassinar Yves Tual, fill d'un ramader europeu. Aquests fets van desencadenar una sèrie de rebel·lions nocturnes. El 12 de gener, els gendarmes van iniciar una operació per alliberar la casa d'un europeu a Canala que el FLNKS havia ocupat sota el lideratge de Machoro. Els ocupants van fugir finalment a una granja, on els gendarmes els van atrapar. Machoro i Marcel Nonaro van ser assassinats a La Bachèlerie, situada al municipi de La Foa, durant l'acció posterior. Els gendarmes van deixar durant hores que Machoro morís de dolor sense donar-li ajuda.